# Bistum Klerksdorp
Das Bistum Klerksdorp (lat. Dioecesis Klerkpolitana, englisch Diocese of Klerksdorp) ist eine in Südafrika gelegene römisch-katholische Diözese mit Sitz in Klerksdorp.

## Geschichte
Das Bistum Klerksdorp wurde am 14. Oktober 1965 durch Papst Paul VI. aus Gebietsabtretungen des Bistums Johannesburg als Apostolische Präfektur West-Transvaal errichtet.
Die Apostolische Präfektur West-Transvaal wurde am 27. Februar 1978 durch Paul VI. zum Bistum erhoben und in Bistum Klerksdorp umbenannt. Das Bistum Klerksdorp wurde dem Erzbistum Pretoria als Suffraganbistum unterstellt. Am 5. Juni 2007 wurde das Bistum Klerksdorp dem Erzbistum Johannesburg als Suffraganbistum unterstellt.

## Ordinarien

### Apostolische Präfekten von West-Transvaal
- Daniel Alphonse Omer Verstraete OMI, 1965–1978

### Bischöfe von Klerksdorp
- Daniel Alphonse Omer Verstraete OMI, 1978–1994
- Zithulele Patrick Mvemve, 1994–2013
- Victor Hlolo Phalana, seit 2014